# كيم دونغ ووك
كيم دونغ ووك (بالكورية: 김동욱)‏ هو ممثل كوري جنوبي ولد في 29 يوليو 1983.

## الأعمال

### أفلام
| السنة | العنوان               | الدور       |
| ----- | --------------------- | ----------- |
| 2011  | القط                  | جون سيوك    |
| 2017  | مع الآلهة: عالمين     | كيم سو هونغ |
| 2018  | مع الآلهة: آخر 49 يوم | كيم سو هونغ |

### مسلسلات
- مقهى الأمير في دور جين ها ريم (2007)
- زواج لا يمكن وقفه في دور وانغ سام بايك (2007)
- أكثر من مجرد خادمة في دور كيم اون جي (2015)[4]
- مكتب مشع في دور سيو هيون (2017)[5]
- الشبح في يون هوا بيونغ (2018)[6]
- المعيل الخاص جو (2019)[7]
- اعثر علي في ذاكرتك في دور لي جونغ هون (2020)[8]
- أنت ربيعي (2021)[9]
- غريبي المثالي في دور يون هاي جون (2023)[10]
- مخادع بشكل مبهج في دور هان مو يونغ (2023)[11]
- منتهكي سيئول دور دونغبانغ يو بن (2024)[12]

### سلسلة ويب
- ملك الخنازير في دور هوانغ كيونغ مين (2022)

## روابط خارجية
كيم دونغ ووك على موقع IMDb (الإنجليزية)
- كيم دونغ ووك على موقع ألو سيني (الفرنسية)
- كيم دونغ ووك على موقع أول موفي (الإنجليزية)
- كيم دونغ ووك على موقع قاعدة بيانات الفيلم (الإنجليزية)
- كيم دونغ ووك على موقع كينوبويسك (الروسية)